# Achach
 (mai 2016).
Si vous disposez d'ouvrages ou d'articles de référence ou si vous connaissez des sites web de qualité traitant du thème abordé ici, merci de compléter l'article en donnant les références utiles à sa vérifiabilité et en les liant à la section « Notes et références ».
Achach (ou Ashash ou Aachache) est un village chrétien dans le district de Zghorta, dans le gouvernorat du nord du Liban.

## Description
Achach est un petit village libanais catholique situé au nord de Zgharta ayant deux écoles, Al Amana Achach et St Georges School Achach ainsi qu'un lycée St Georges Achach inauguré en 2016. Le village d'Achach est généralement écrit Achach mais peut également être écrit Achache ou Aachache.